# Nghệ thuật trừu tượng

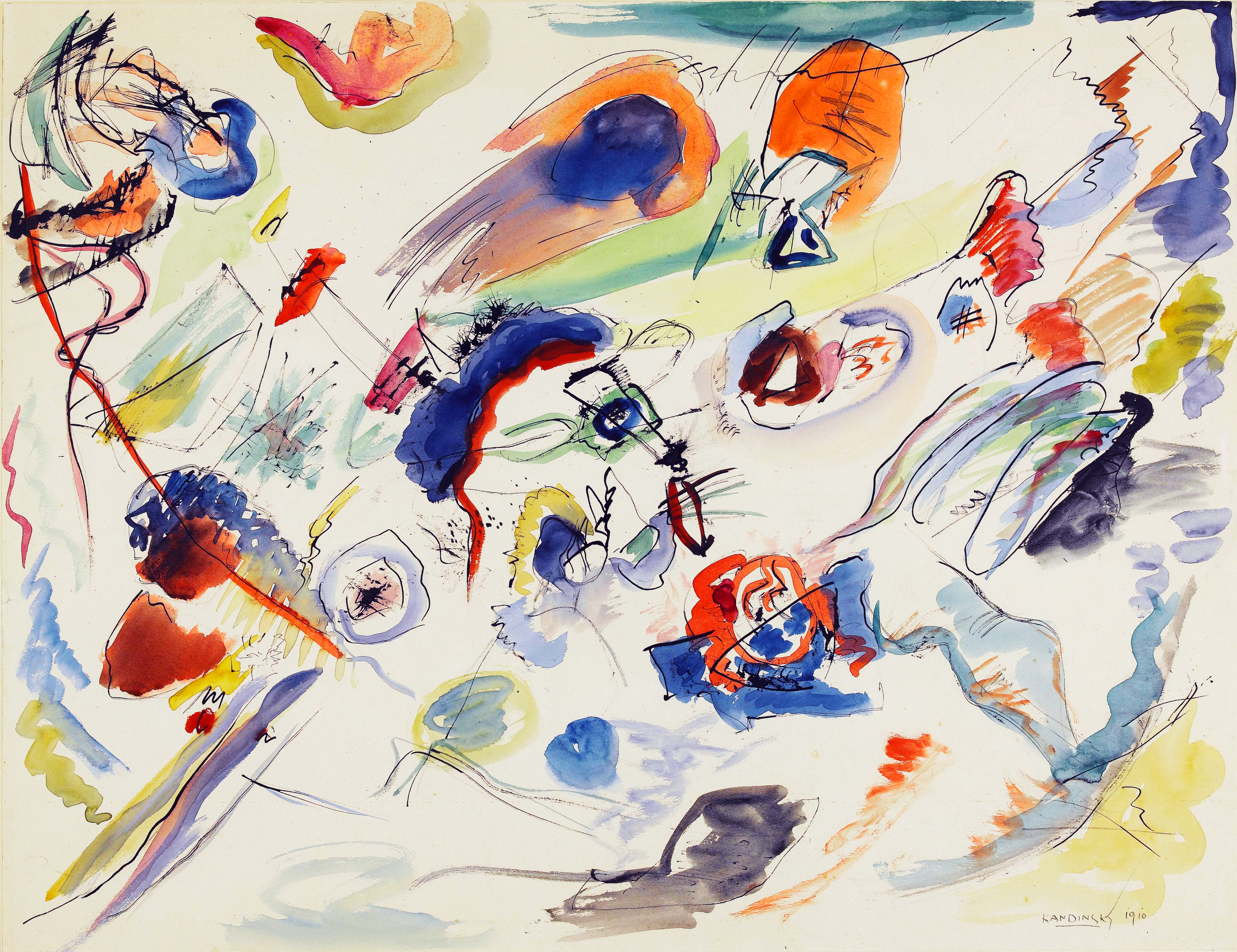
Bức tranh trừu tượng màu nước đầu tiên của Kandinsky, 1910

Nghệ thuật Trừu tượng là trào lưu hội họa đầu thế kỷ 20, vào những năm 1910 đến 1914. Nghệ thuật trừu tượng sử dụng ngôn ngữ thị giác từ những hình dạng, khuôn mẫu, màu sắc và đường nét để tạo nên một sáng tác có thể tồn tại độc lập, ở một mức nào đó, với những tham khảo có thực từ thế giới. Nghệ thuật phương Tây, từ thời Phục hưng đến giữa thế kỷ 19, được đặt nền móng bởi logic của phối cảnh và nỗ lực để tái tạo một ảo ảnh về thế giới thực tại. Nghệ thuật của các nền mỹ thuật khác ngoài châu Âu thì lại dễ tiếp cận và cho thấy những cách khác để mô tả trải nghiệm thị giác tới họa sĩ. Vào cuối thế kỷ 19 nhiều họa sĩ cảm thấy cần phải tạo ra một loại hình mỹ thuật mới đặt giữa những thay đổi quan trọng xảy ra trong công nghệ, khoa học và triết học. Mỗi họa sĩ có các nguồn khác nhau để tạo nên lý thuyết của mình và tranh luận, cũng như phản ánh mối quan tâm đến xã hội và tri thức trên tất cả các lĩnh vực của văn hoá phương Tây tại thời điểm đó.
Nghệ thuật trừu tượng, nghệ thuật phi hình thể, nghệ thuật phi vật thể, và nghệ thuật không trình diễn là các thuật ngữ không quá tách biệt. Chúng khá tương tự nhau, nhưng có lẽ không thực sự giống nhau.

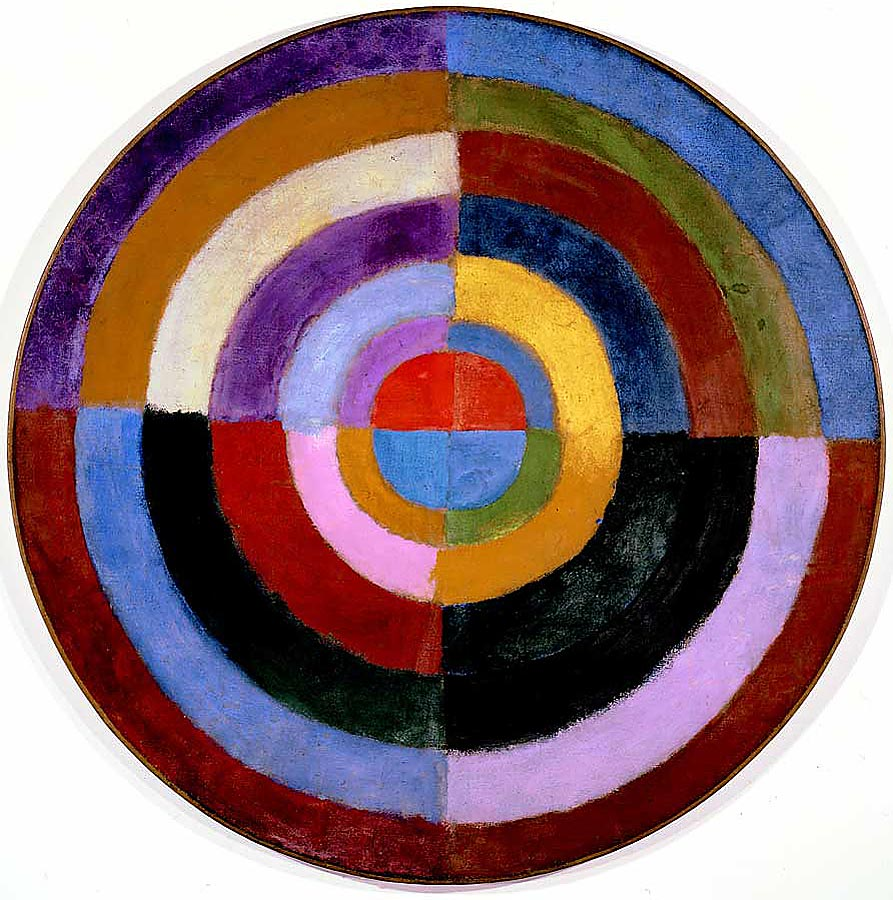
Robert Delaunay, 1912–13, Đĩa trưng bày (Le Premier Disque), bán kính: 134 cm, bộ sưu tập cá nhân.

Trừu tượng cho thấy một bước chuyển khởi đầu từ thực tế trong mô tả hình ảnh của mỹ thuật. Sự trừu tượng tồn tại trong một chuỗi liên tục. Ngay cả nghệ thuật nhằm đạt được mức độ cao nhất cũng có thể được coi là trừu tượng, ít nhất là theo lý thuyết, vì sự thể hiện hoàn hảo là không thể nắm bắt. Tác phẩm nghệ thuật có thể tự do, những thay đổi ví dụ như màu sắc và hình thức rõ ràng, có thể nói là trừu tượng một phần. Trừu tượng hoàn toàn là không có dấu vết của bất kỳ tham khảo thực tế nào có thể nhận biết được. Ví dụ, trong trừu tượng hình học, người ta không thể tìm thấy các tham chiếu đến các thực thể tự nhiên. Nghệ thuật hình tượng và nghệ thuật trừu tượng tổng thể giống như hai mặt của đồng xu, chúng loại trừ lẫn nhau. Nhưng lối vẽ hình tượng và cụ tượng (hay tả thực) nghệ thuật thường vẫn chứa một phần trừu tượng.
Cả hai lối vẽ: trừu tượng hình học và trừu tượng trữ tình (lyrical abstraction) đều thuộc trừu tượng hoàn toàn. Có rất nhiều phong trào nghệ thuật thể hiện sự trừu tượng một phần có thể kể đến là trường phái dã thú, trong đó màu sắc được làm nổi bật và cố ý biến đổi so với thực tế, và trường phái lập thể - thay đổi táo bạo hình thức của các vật thể được miêu tả.

## Nghệ thuật trừu tượng trong mỹ thuật đời đầu và các nên văn hóa

Bát mặc tiên nhân, Lương Khải, thế kỉ 12

Phần lớn mỹ thuật của các nền văn hoá trước đây - những ký hiệu và điểm nhấn trên đồ gốm, đồ dệt, và các bức tranh khắc trên vách đá - sử dụng các hình đơn giản, kỷ hà và tuyến tính, thường có mục đích biểu tượng hay trang trí.Mỹ thuật trừu tượng có thể truyền đạt mức độ giống như vậy qua ngôn ngữ thị giác. Người ta có thể thưởng thức vẻ đẹp của bức thư pháp của Trung Quốc hoặc thư pháp Hồi giáo mà không thể hay không cần đọc nó.

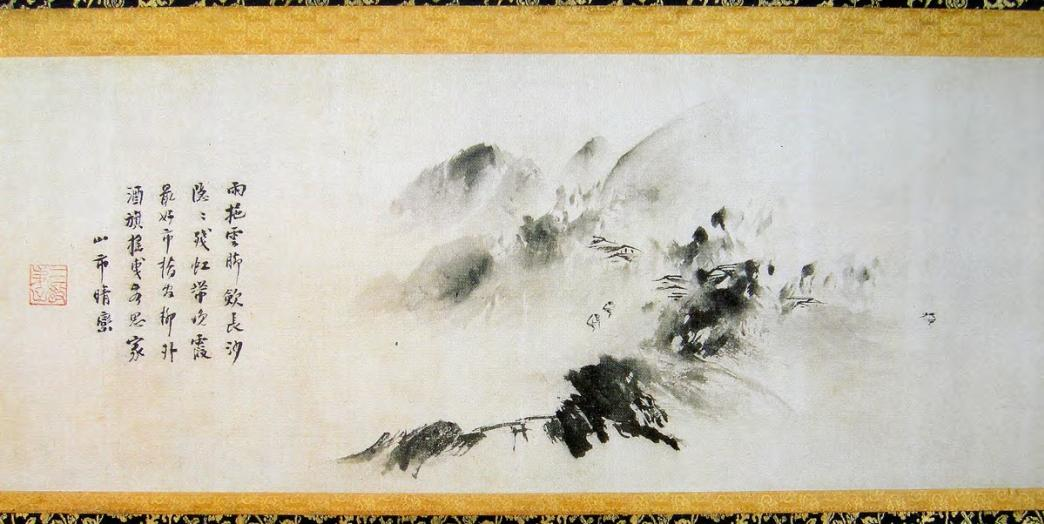
Sơn thị loan tình đồ (Chợ trên núi lúc sương tan), Vũ Kiên, Trung Quốc

Trong mỹ thuật Trung Quốc, tranh trừu tượng có thể được truy nguồn từ nhà thơ Đường Vương Mặc (王 墨), người được cho là đã phát minh ra một phong cách vẽ tranh bằng cách vẩy mực . Dù không còn bức tranh nào của ông sót lại, phong cách này lại được thấy rõ ràng trong một số bức tranh triều Tống. Các họa sĩ Phật giáo nhánh Thiền, Lương Khải (梁楷), (1140-1210) đã áp dụng phong cách vẽ này trong bức tranh "Bát mặc tiên nhân", tranh đã mô tả chính xác sự hy sinh để loại bỏ lý tính trong cái trí của người giác ngộ. Một họa sĩ cuối đời Tống tên là Vũ Kiên, thông thạo giáo lý Phật giáo Thiên Thai, đã tạo ra một loạt tranh các cảnh bằng các nét mực đầy chấm phá, phong cách này đã thu hút rất nhiều họa sĩ Thiền người Nhật. Những bức tranh của ông thường tả những ngọn núi phủ sương mù dày đặc, trong đó các hình dạng của các vật thì khó nhìn thấy và cực kỳ giản lược. Kiểu tranh này được tiếp tục bởi Sesshu Toyo trong những năm sau đó.

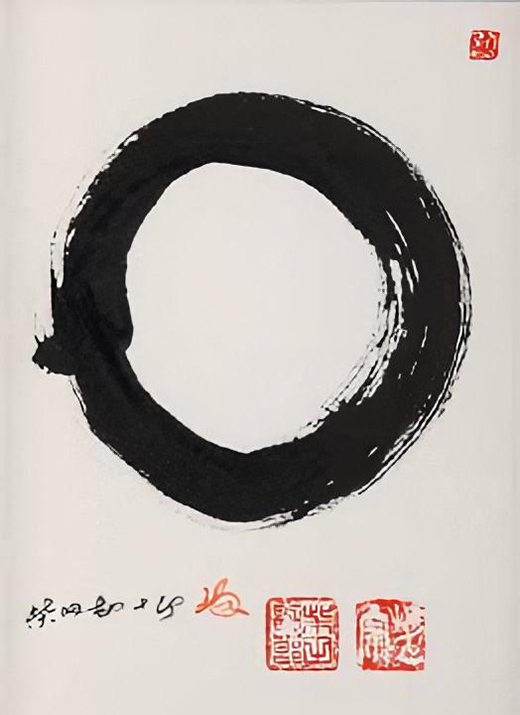
Viên tương (2000) bởi Kanjuro Shibata XX

Một ví dụ khác của sự trừu tượng trong bức tranh Trung Quốc được nhìn thấy trong bức 'Hỗn luân đồ" của Châu Đức Nhuần. Bên trái của bức tranh này là một cây thông trên đất đá, các nhánh của nó cuộn bởi những nhành nho, chuyển động hỗn loạn về phía bên kia của bức tranh. Bên phải lại là một vòng tròn hoàn hảo (có thể vòng tròn đã được vẽ bằng com-pa ) lơ lửng trong khoảng không. Bức tranh là một sự phản ánh của siêu hình học Đạo giáo, trong đó sự hỗn loạn và thực tế là những trạng thái bổ khuyết của một chu trình tự nhiên bình thường. Dưới thời Tokugawa, một số thợ sơn Thiền đạo đã tạo ra Enso (Viên tương), một vòng tròn tượng trưng cho sự giác ngộ tuyệt đối. Enso thường được thực hiện trong một cú đánh bút tự nhiên, nó trở thành dạng thức của thẩm mỹ tối giản, dẫn dắt một phần quan trọng trong các bức tranh thiền.

## Thế kỉ XIX

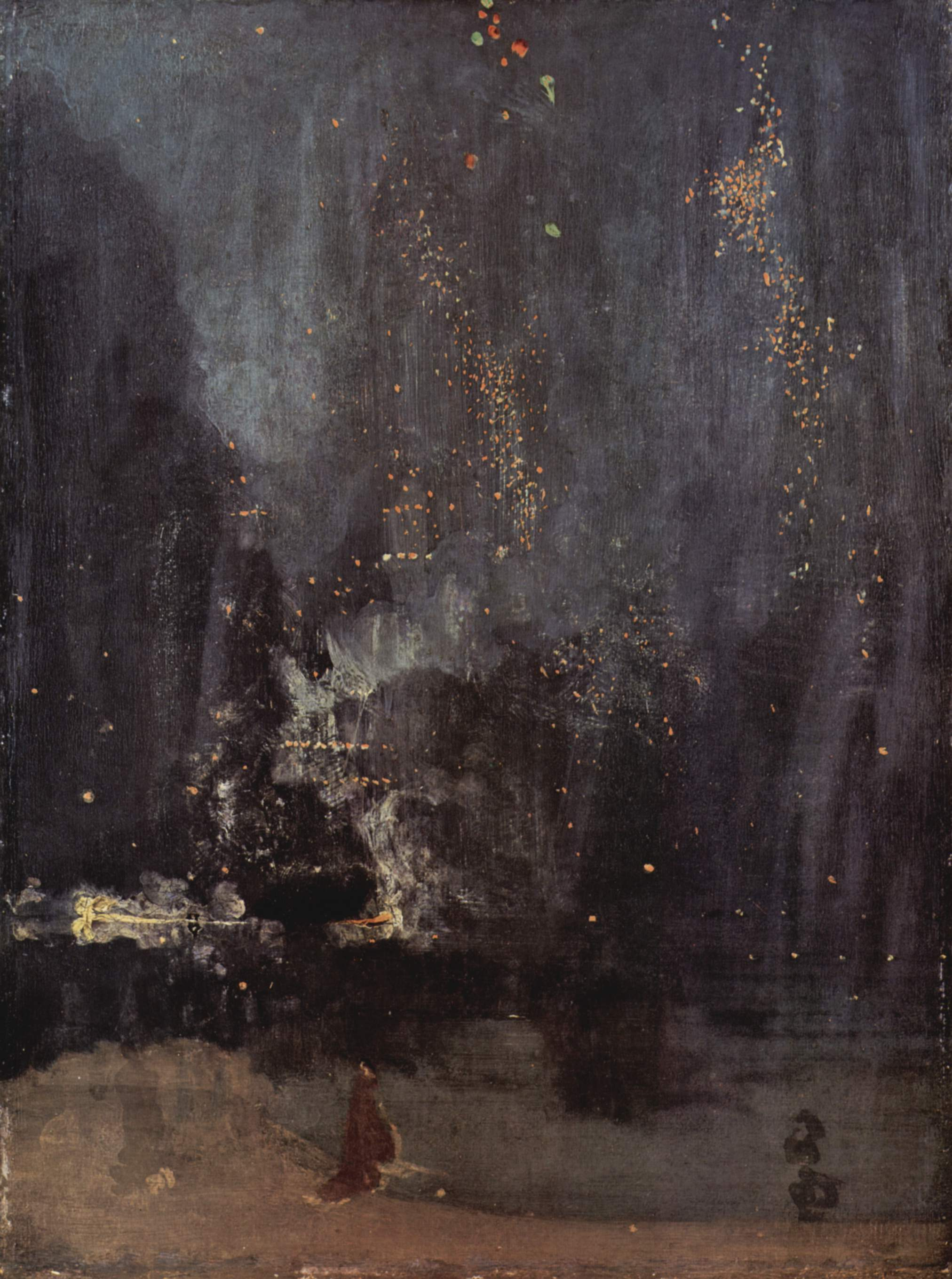
James McNeill Whistler, Dạ khúc Đen và Vàng: Tên lửa rơi (1874), Viện Nghệ thuật Detroit. Một bức tranh gần với trừu tượng, năm 1877 Whistler kiện nhà phê bình nghệ thuật John Ruskin đã dám phỉ báng bức tranh. Ruskin lại tố cáo Whistler "đã ném một nồi sơn vào mặt công chúng."

Lúc này, các khoản bảo trợ từ nhà thờ đã giảm.  Nguồn cung sinh kế cho các họa sỹ đang dần là các khoản bảo trợ tư nhân đến từ cộng đồng.
Ba trường phái hay phong trào nghệ thuật góp phần vào sự phát triển của nghệ thuật trừu tượng là chủ nghĩa Lãng mạn, trường phái Ấn tượng và chủ nghĩa biểu hiện. Các họa sĩ đã ngày càng độc lập về nghệ thuật trong thế kỷ 19. Lối vẽ nhìn khách quan về những gì được có thể thấy, có thể được nhận ra từ các bức tranh của John Constable, J M W Turner, Camille Corot và từ họ, các nhà họa sĩ Ấn tượng đã tiếp tục vẽ tranh ngoài trời theo trường phái Barbizon.
Những dấu hiệu đầu tiên của một trường phái nghệ thuật mới được họa sĩ James McNeill Whistler khơi mào. Trong bức tranh Dạ khúc Đen và Vàng: Tên lửa rơi (1872) của ông, cảm giác thị giác được nhấn mạnh hơn là mô tả sự vật.
Các họa sĩ của trường phái Biểu hiện đã khám phá ra việc sử dụng những nét sơn dày, vẽ méo mó và phóng đại, cùng với các màu sắc mãnh liệt. Những họa sĩ trường phái này đã vẽ nên những bức tranh giàu xúc cảm. Những bức tranh có thể coi là phản ứng và nhận thức về những sự kiện đương thời; cũng như là lời hồi đáp với trường phái Ấn tượng và các trường phái khác cổ điển hơn của hội họa vào cuối thế kỷ 19. Những họa sĩ Biểu hiện đã làm thay đổi mạnh mẽ từ nhấn mạnh chủ đề sang nhấn mạnh miêu tả các trạng thái tâm lý hiện hữu. Mặc dù các nghệ sĩ như Edvard Munch và James Ensor chịu ảnh hưởng lớn từ tác phẩm của trường phái Hậu Ấn tượng, họ đã đóng góp lớn cho sự xuất hiện của trường phái trừu tượng vào thế kỷ 20. Paul Cézanne ban đầu như một người theo chủ nghĩa Ấn tượng, nhưng mục đích của ông - xây dựng hiện thực hợp lý từ góc nhìn nhất định, với màu sắc chuyển vần ở trên mặt phẳng - trở thành nền tảng của một loại hình hội họa mới, sau đó được phát triển thành chủ nghĩa Lập thể của Georges Braque và Pablo Picasso.
Ngoài ra vào cuối thế kỷ XIX ở Đông Âu, chủ nghĩa thần bí và buổi đầu của chủ nghĩa hiện đại được thể hiện bởi nhà thần trí Helena Blavatsky đã có một tác động sâu sắc đến các họa sỹ hình học tiên phong như Hilma af Klint và Wassily Kandinsky. Giáo lý thần bí của Georges Gurdjieff và P.D. Ouspensky cũng đã có một ảnh hưởng quan trọng đối với sự hình thành các phong cách trừu tượng hình học của Piet Mondrian và các đồng nghiệp của ông vào đầu thế kỷ 20.

## Thế kỉ XX

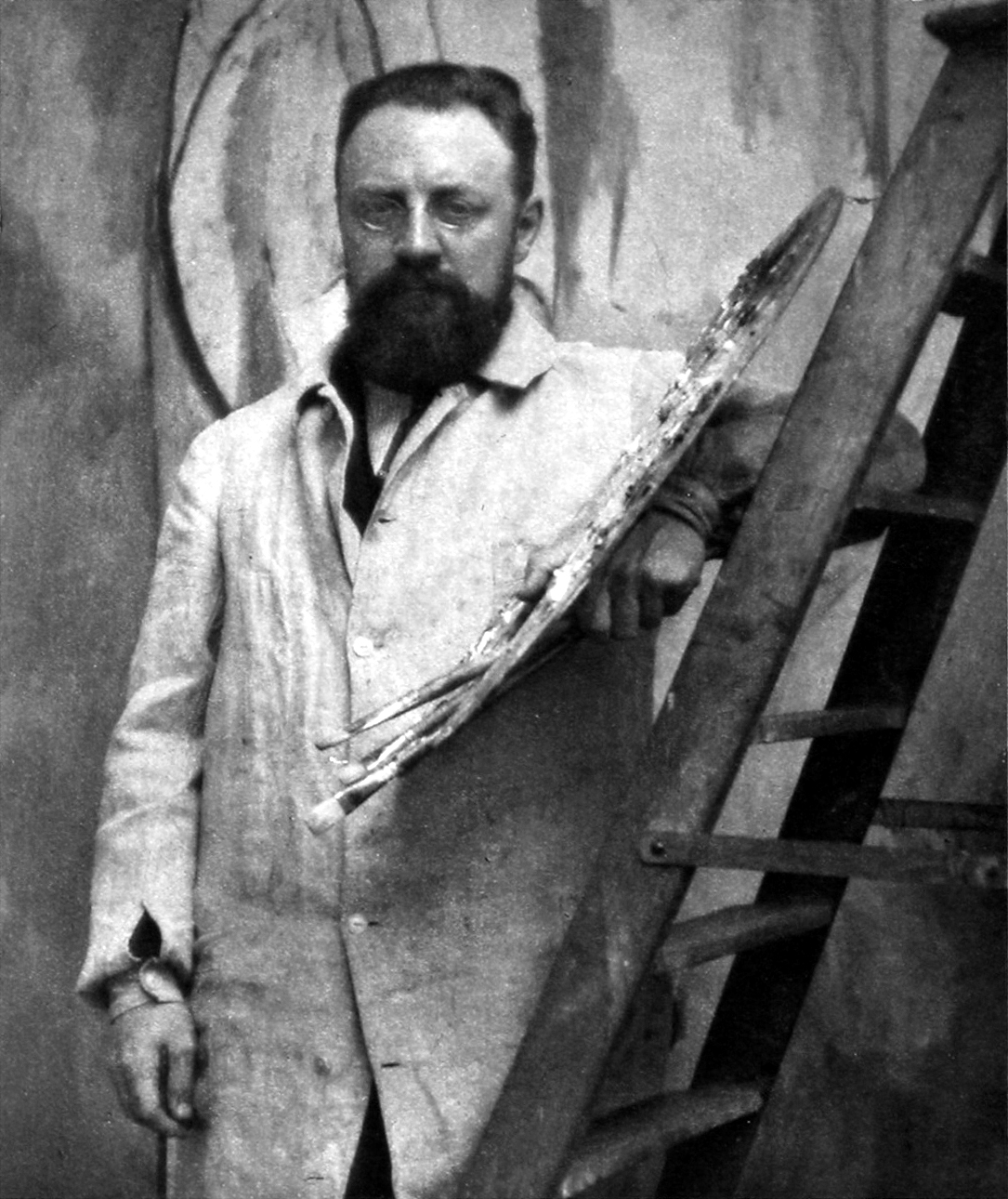
Henri Matisse, 1913, ảnh chụp bởi Alvin Langdon Coburn, một họa sĩ ảnh hưởng lớn đến phong trào nghệ thuật Dã thú

Trường phái Hậu Ấn tượng với các họa sĩ như Paul Gauguin, Georges Seurat, Vincent van Gogh và Paul Cézanne đã có một tác động rất lớn đối với mỹ thuật thế kỷ 20 và dẫn tới sự ra đời của trường phái trừu tượng của thế kỷ 20. Các tác phẩm để lại của các họa sĩ như Van Gogh, Cézanne, Gauguin, và Seurat là tối quan trọng cho sự phát triển của mỹ thuật hiện đại. Vào đầu thế kỷ 20, Henri Matisse và một số nghệ sĩ trẻ tiền-Lập thể khác có thể kể đến như Georges Braque, André Derain, Raoul Dufy và Maurice de Vlaminck đã cách mạng giới nghệ thuật ở Paris với các bức vẽ "hoang dã", đa màu sắc, hàm xúc mà các nhà phê bình gọi là trường phái Dã thú. Với các màu sắc mạnh mẽ, những nét vẽ tự do và giàu tính tưởng tượng, Henri Matisse đã tiến rất gần với sự trừu tượng thuần túy qua các bức tranh Cửa sổ Pháp tại Collioure (1914), Góc nhìn từ Nhà thờ Đức bà (1914) và Bức rèm Vàng năm 1915. Ngôn ngữ thô của màu sắc như được phát triển bởi trường phải dã thú cũng trực tiếp ảnh hưởng một người tiên phong khác của trường phái trừu tượng, Wassily Kandinsky (xem tranh).

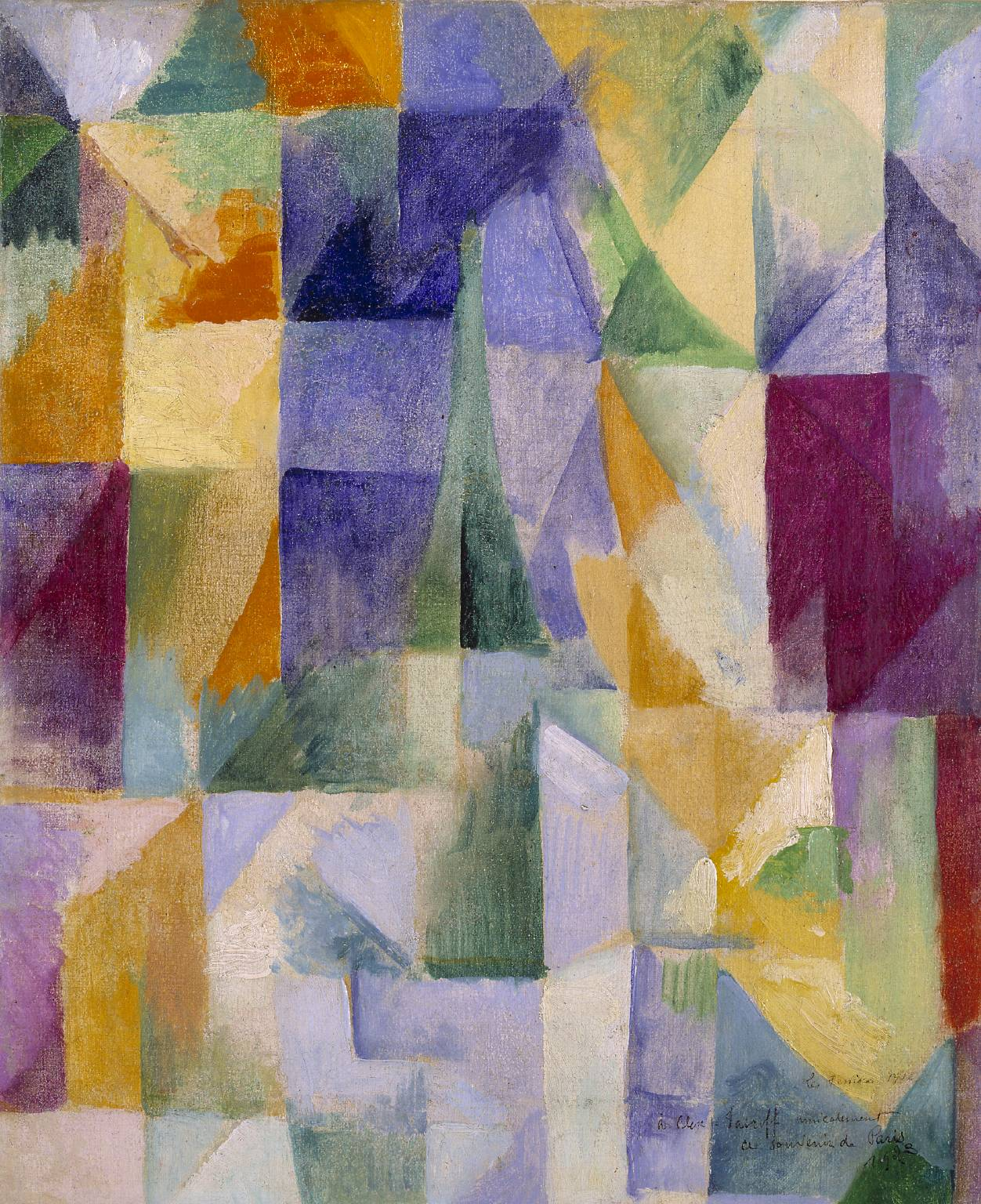
Cửa số mở đồng loạt, (phần đầu, motif thứ 3), vẽ bởi Robert Delaunay, sơn dầu trên voan.

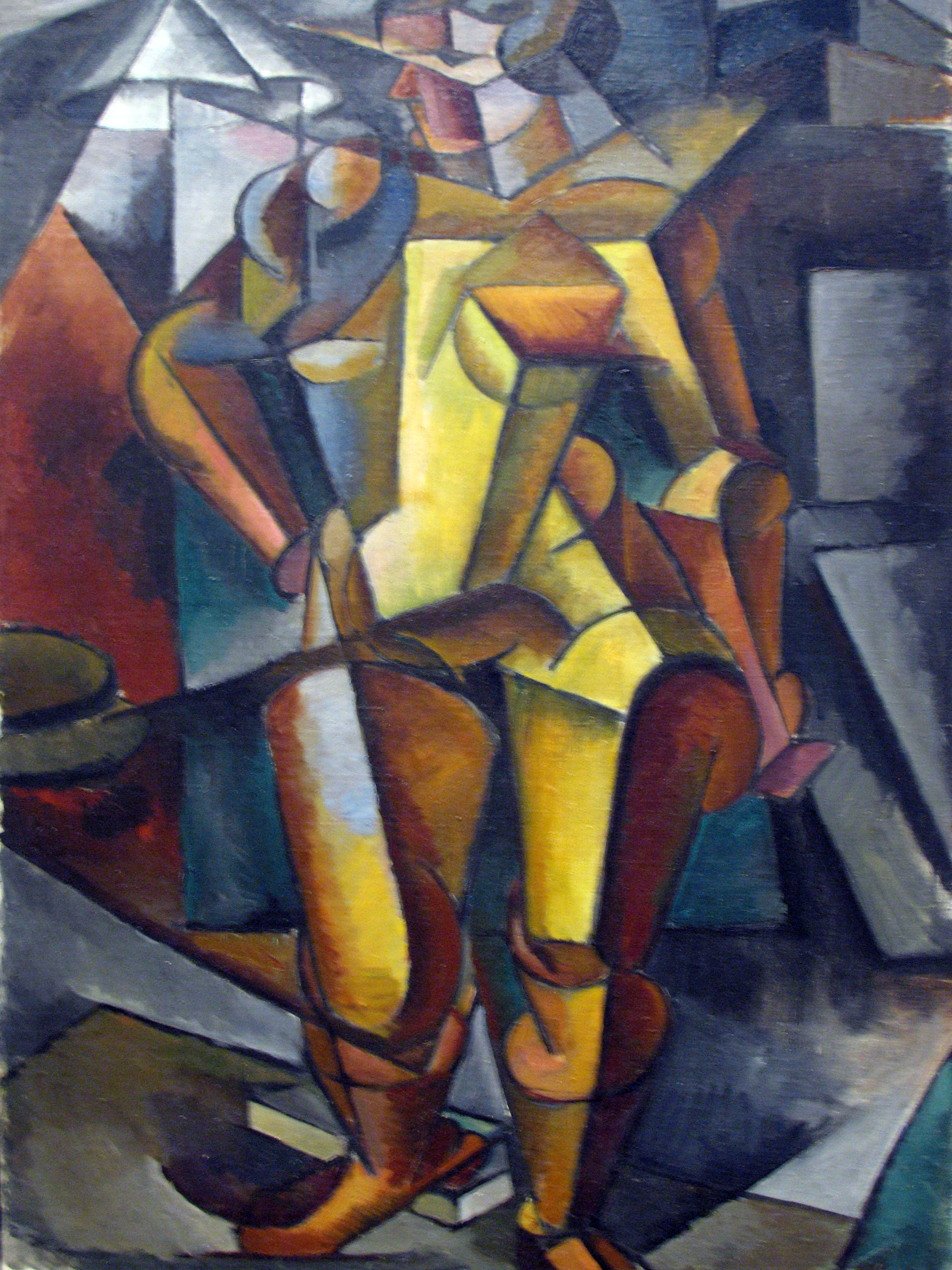
Lyubov Popova, Người mẫu, 1913. Một bức tranh theo trường phái Lập thể

Mặc dù trường phái Lập thể rất phụ thuộc vào chủ thể, trường phái này, cùng với Dã thú, là các phong trào nghệ thuật đã trực tiếp mở ra cánh cửa để bước tới trường phái trừu tượng trong thế kỷ 20. Pablo Picasso đã tạo ra những bức hoạ đầu tiên của ông dựa trên ý tưởng của Cézanne rằng tất cả các mô tả về tự nhiên có thể được giản lược còn ba khối rắn: hình lập phương, hình cầu và hình nón. Với bức tranh Những cô nàng ở Avignon (Les Demoiselles d'Avignon) (1907), Picasso đã mô tả trần trụi cảnh nhà thổ thô sơ với năm cô gái bán dâm. Ông vẽ các phụ nữ một cách bạo liệt, có thể gợi đến các mặt nạ thổ dân châu Phi và thể hiện sáng tạo Lập thể mới của ông. Lập thể phân tích được Pablo Picasso và Georges Braque cùng phát triển trong khoảng năm 1908 đến năm 1912. Trường phái Lập thể phân tích là biểu hiện rõ ràng đầu tiên của trường phái Lập thể, theo sau đó là Lập thể tổng hợp với các họa sĩ Braque, Picasso, Fernand Léger, Juan Gris, Albert Gleizes, Marcel Duchamp và một số người khác vào những năm 1920. Lập thể tổng hợp được đặc trưng bởi đi đầu trong sử dụng các kết cấu, bề mặt khác nhau, các yếu tố chắp nối, kỹ thuật papier collé và các chủ đề hỗn hợp đa dạng. Dù cấu tạo từ các phần rời rạc hay chắp nối, nhưng khi tập hợp lại, chúng có thể tạo nên bức tranh ở một tầm mới. Một số họa sĩ chắp nối như Kurt Schwitters và Man Ray và một số họa sĩ khác lấy gợi ý từ trường phái Lập thể đã góp phần sự phát triển của phong trào mỹ thuật với tên gọi Dada.
Nhà thơ người Ý Filippo Tommaso Marinetti xuất bản Tuyên ngôn Vị lai (Manifesto del Futurismo) vào năm 1909, cuốn sách sau đó đã truyền cảm hứng cho các nghệ sĩ như Carlo Carra trong bức Vẽ giữa tiếng động, tiếng ồn và mùi hôi và Umberto Boccioni với bức Tàu chuyển bánh, 1911, tới một giai đoạn trừu tượng hơn nữa, cùn với trường phái Lập thể, những phong trào nghệ thuật này có ảnh hưởng sâu sắc khắp Châu Âu .

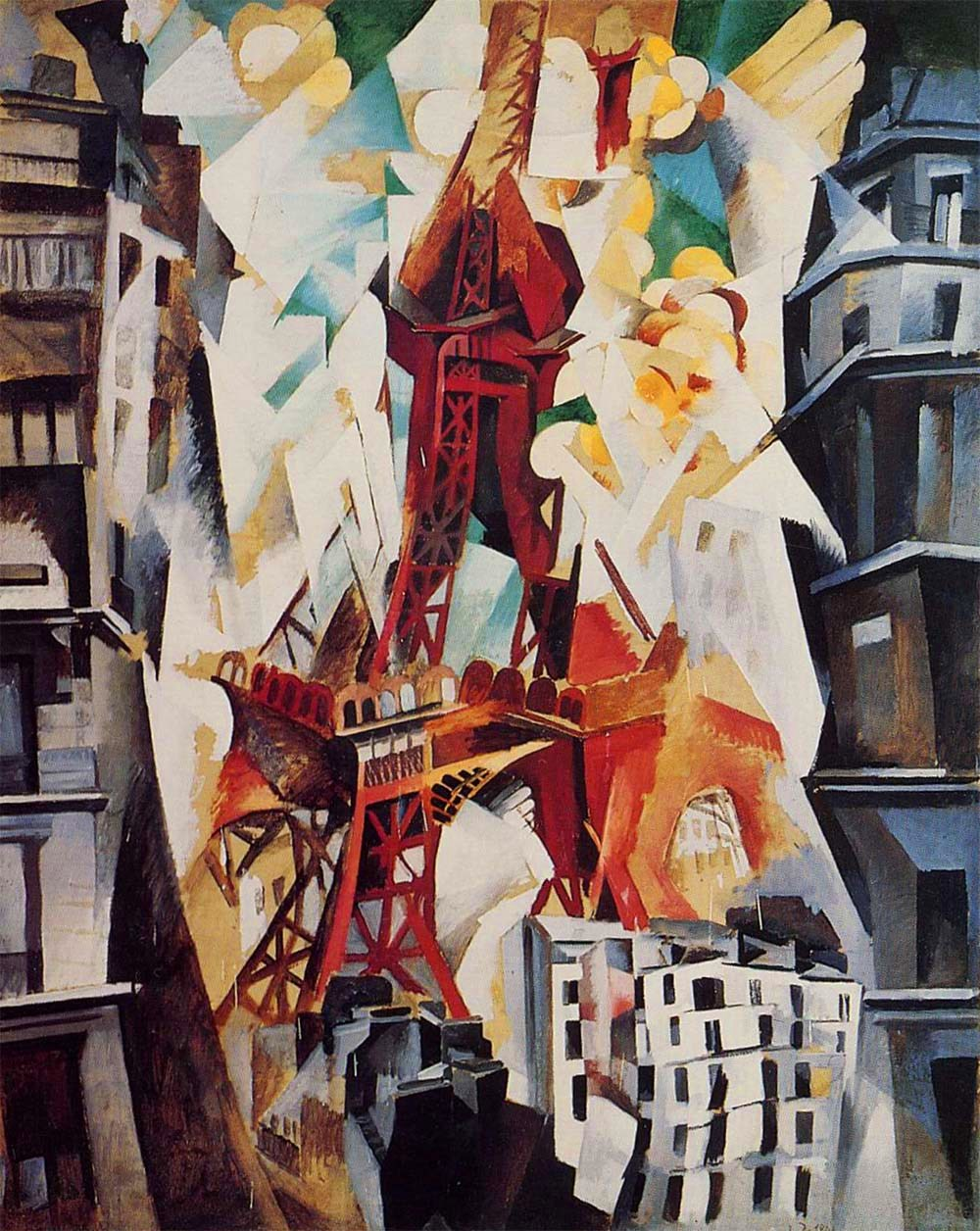
Robert Delaunay, Champs de Mars. La Tour rouge. 1911. Một bức tranh theo trường phái oóc-phê.

Trong Salon de la Section d'Or năm 1912, nhà thơ Guillaume Apollinaire đã đặt tên cho tác phẩm của nhiều họa sĩ,trong đó có Robert, là trường phái óoc-fê (Orphism) . Ông đã định nghĩa nó là, nghệ thuật vẽ các cấu trúc mới không được lấy từ thị giác thông thường, mà được tạo ra hoàn toàn bởi các họa sĩ... đây là mỹ thuật thuần khiết .
Kể từ đầu thế kỷ 20, các mối quan hệ văn hoá giữa các họa sĩ giữa các thành phố lớn ở châu Âu trở nên cực kỳ năng động khi họ cố gắng tạo ra một hình thức nghệ thuật tương xứng với nguyện vọng cao cho chủ nghĩa Hiện đại. Các ý tưởng có thể được trao đổi chéo nhau qua sách vở, triển lãm và các phát biểu của các họa sĩ để nhiều nguồn có thể được khơi ra cho thử nghiệm và thảo luận, giúp tạo cơ sở cho các phương thức trừu tượng đa dạng. Đoạn trích sau đây trong cuốn Thế giới nhìn lại cho thấy sự liên kết văn hoá vào thời điểm đó ấn tượng ra sao: "Kiến thức của David Burliuk về các phong trào mỹ thuật hiện đại hẳn là rất cập nhật, cuộc triển lãm "Con Bồi Rô" lần thứ hai vào tháng 1 năm 1912 (tổ chức ở Moskva) không chỉ có những bức tranh được gửi từ Munich, mà còn có tranh một số thành viên của nhóm Cây cầu (Die Brücke) ở Đức, trong khi tới từ Paris là các bức họa vẽ bởi Robert Delaunay, Henri Matisse và Fernand Léger, cũng như Picasso. Vào mùa xuân, David Burliuk đã có bài giảng về chủ nghĩa Lập thể và ông lên kế hoạch đăng các bài tranh biện trên báo, với ngân quỹ từ triển lãm "Con Bồi Rô". Ông ra nước ngoài vào tháng 5 và trở lại với quyết tâm cạnh tranh ấn phẩm với Niên biểu Der Blaue Reiter-được xuất bản khi ông còn ở Đức ".
Từ năm 1909 đến năm 1913, nhiều tác phẩm thử nghiệm trên đường tìm kiếm 'nghệ thuật thuần khiết' được vẽ ra bởi: Hilma af Klint; Francis Picabia với Cao su, 1909, Mùa Xuân, 1912, Vũ điệu mùa xuân  và Diễu hành, Seville, 1912. Wassily Kandinsky thì vẽ bức Không đề (Trừu tượng màu nước đầu tiên), 1910. František Kupka đã vẽ những tác phẩm theo trường phái óoc-fê, Đĩa của Newton (Nghiên cứu cho tẩu pháp bằng hai màu), 1912  và Amorpha, Fugue en deux  (Tẩu pháp trong hai màu), 1912; Roberto Delaunay đã vẽ một loạt tranh có tựa đề Cửa sổ mở đồng loạt và Hình tròn, Soleil n ° 2 (1912-13);Léopold Survage thì vẽ Nhịp điệu màu (Nghiên cứu cho dùng phim), 1913; Piet Mondrian vẽ Tableau No. 1 và Sáng tác số 11, 1913.
Các cuộc tìm kiếm vẫn tiếp tục: Các bức vẽ theo trường phái Toả tuyến (Rayonnism) của Natalia Goncharova và Mikhail Larionov, đã sử dụng các đường nét như những tia sáng để họa nên tác phẩm. Kasimir Malevich thì hoàn thành tác phẩm trừu tượng toàn phần đầu tiên của mình, theo trường phái Tuyệt đỉnh (Suprematism), 'Hình vuông đen', vào năm 1915. Một trong những họa sĩ theo trường này nữa là Liubov Popova, bà đã vẽ nên loạt tranh Kiến tạo cấu trúc và Kiến tạo không gian vào giữa các năm 1916 và 1921. Piet Mondrian cũng phát triển ngôn ngữ trừu tượng bằng các đường ngang, dọc với hình chữ nhật tô màu, vào khoảng giữa năm 1915 và năm 1919 tạo nên trường phái Tân tạo hình (Neo-Plasticism). Trường phái này được Mondrian, Theo van Doesburg và các thành viên nhóm De Stijl theo đuổi với dự định thay đổi môi trường nghệ thuật trong tương lai

## Âm nhạc

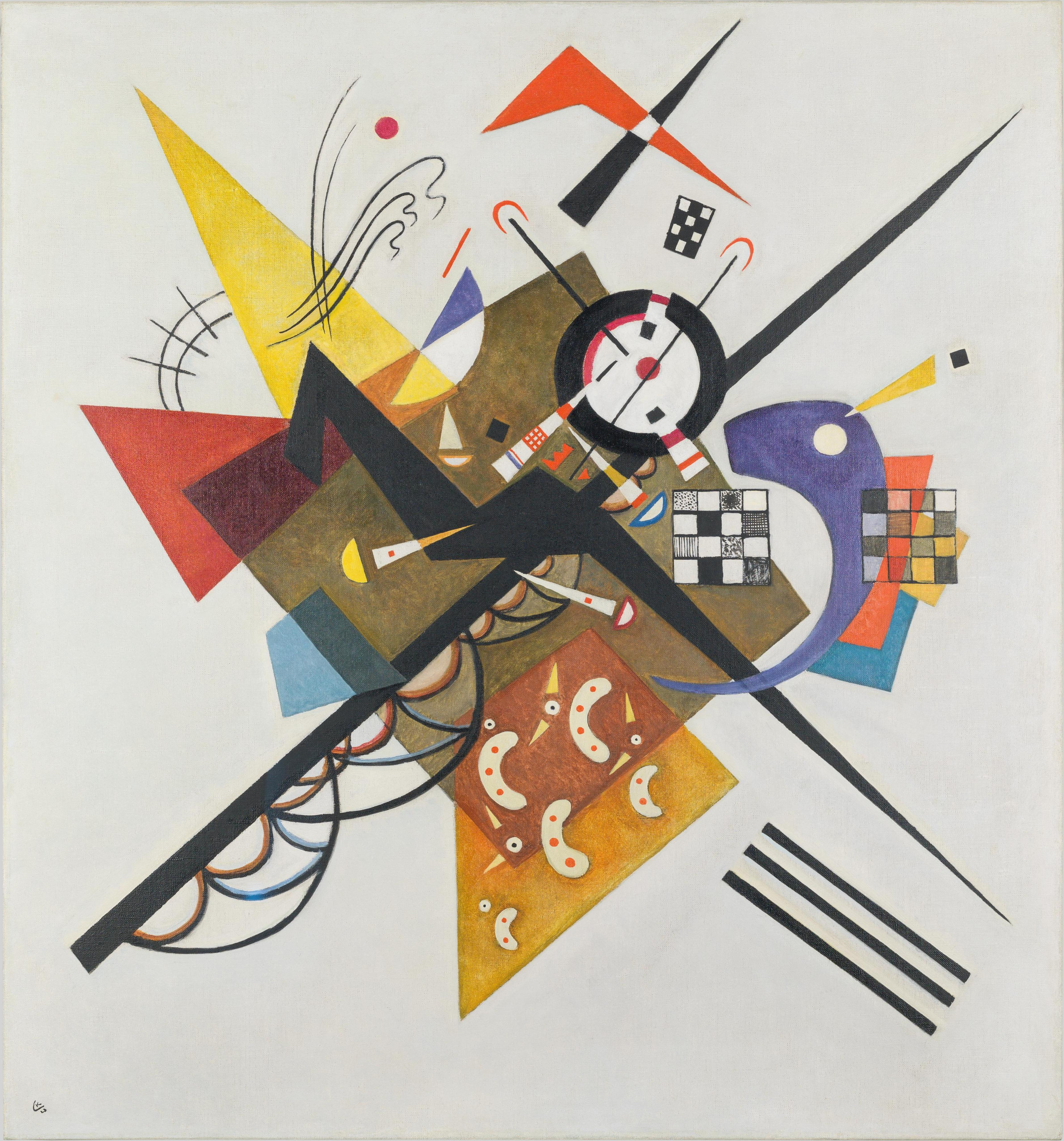
Wassily Kandinsky, Trên nền trắng II (1923)

Khi nghệ thuật thị giác trở nên trừu tượng hơn, mỹ thuật cũng phát triển một số đặc tính của âm nhạc: đó là sử dụng các yếu tố trừu tượng của âm thanh và sự phân tách của thời gian. Wassily Kandinsky, mà thực ra là một nhạc sĩ không chuyên, lấy cảm hứng từ khả năng sử dụng các dấu ấn và màu kết hợp để tạo tiếng vọng cho tâm hồn. Ý tưởng này được đưa ra bởi Charles Baudelaire, rằng tất cả các giác quan của chúng ta đáp ứng với các kích thích khác nhau nhưng được kết nối ở một mức độ thẩm mỹ sâu sắc hơn.
Liên quan chặt chẽ đến điều này, là ý tưởng rằng nghệ thuật có chiều không gian linh hồn và vượt trên những trải nghiệm "hàng ngày", đạt đến một cảnh giới tinh thần mới. Hiệp hội Thần trí thì phổ biến trí tuệ cổ xưa trong các thánh thư của Ấn Độ và Trung Quốc trong những năm đầu của thế kỷ. Trong bối cảnh này, Piet Mondrian, Wassily Kandinsky, Hilma af Klint và các nghệ sĩ khác đang sáng tác theo 'trạng thái không vật thể' trở nên quan tâm đến huyền bí như là một cách để nhìn vào nội tâm con người. Các hình dạng phổ quát và phi thời gian tìm thấy trong hình học: hình tròn, hình vuông và hình tam giác trở thành các yếu tố không gian trong nghệ thuật trừu tượng; chúng giống như màu sắc, là các cốt yếu nằm dưới thực tế hữu hình.

## Thời kỳ tiên phong của Nga

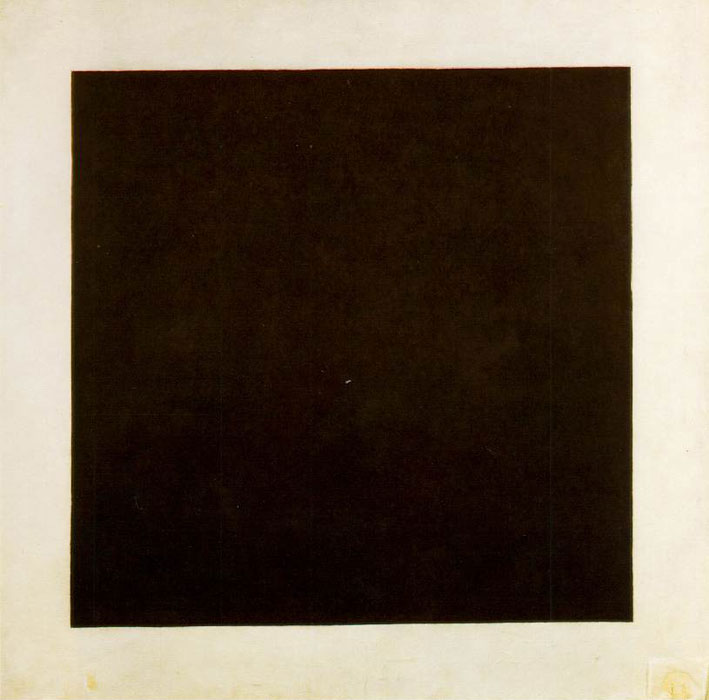
Kazimir Malevich, Hình vuông đen, 1923

Nhiều họa sĩ trừu tượng ở Nga đã đi theo trường phái Kiến tạo (Constructivism) với niềm tin rằng nghệ thuật không còn là một cái gì đó xa xôi, mà chính là cuộc sống. Các họa sĩ phải như một một kỹ thuật viên, học cách sử dụng các công cụ và nguyên liệu sản xuất thời hiện đại. Mỹ thuật vào đời sống! là khẩu hiệu của Vladimir Tatlin, và của tất cả các họa sĩ Kiến tạo sau này. Varvara Stepanova và Alexandre Exter cùng một số người khác thì từ bỏ giá vẽ và chuyển công sức của mình cho các thiết kế sân khấu và các tác phẩm đồ hoạ. Một thái cực khác là Kazimir Malevich, Anton Pevsner và Naum Gabo. Họ lập luận rằng mỹ thuật là tối quan trọng cho hoạt động tinh thần; tạo ra vị trí của cá nhân trên thế giới, chứ không phải để tổ chức cuộc sống theo chủ nghĩa thực dụng và duy vật. Nhiều người trong số họ đi nghịch với ý tưởng nghệ thuật sản xuất duy vật và rời khỏi Nga. Anton Pevsner sang Pháp, Gabo đi đến Berlin, rồi tới Anh và cuối cùng đến Mỹ. Kandinsky học ở Moscow sau đó đến Bauhaus. Vào giữa những năm 1920, thời kỳ Cách mạng (1917-1921) thời kì các nghệ sĩ đã được tự do thử nghiệm đã kết thúc; sau đó, vào những năm 30, chỉ chủ nghĩa hiện thực xã hội chủ nghĩa mới là hợp phép.

## Trường Mỹ thuật Bauhaus
Trường Mỹ thuật Bauhaus được thành lập bởi Walter Gropius vào năm 1919 tại Weimar, Đức. Triết lý của chương trình giảng dạy là nhất thống tất cả các nghệ thuật thị giác và nghệ thuật tạo hình từ kiến trúc và hội họa. Triết lý này đã phát triển từ những ý tưởng của trào lưu Nghệ thuật Thủ công ở Anh và Deutscher Werkbund. Một số giáo viên có thể kể đến như Paul Klee, Wassily Kandinsky, Johannes Itten, Josef Albers, Anni Albers và László Moholy-Nagy. Năm 1925 trường được di dời đến Dessau. Đến năm 1932, khi đảng Quốc xã nắm quyền kiểm soát, Bauhaus bị buộc phải đóng cửa. Năm 1937, cuộc triển lãm mỹ thuật "thoái hóa" (cụm từ đảng Quốc xã dành cho mỹ thuật hiện đại), 'Entartete Kunst' đã trưng bày tất cả các loại hình mỹ thuật tiên phong bị đảng Quốc xã cấm đoán. Tuy nhiên, dưới áp lực của Đức Quốc xã, giới họa sĩ, không chỉ riêng ở Bauhaus mà cả Châu Âu nói chung, phải di tản đi khắp nơi, như đến Paris, London và Mỹ. Paul Klee đến Thụy Sĩ nhưng nhiều họa sĩ ở Bauhaus thì tới Mỹ.

## Trường phái trừu tượng ở London và Paris

Bốn khoảng trống với vòng tròn lăn, tranh của Taeuber Arp, 1932, màu bột trên giấy

Trong những năm 1930, Paris trở thành ngôi nhà của các họa sĩ đến từ Nga, Đức, Hà Lan và các nước châu Âu khác đang chịu áp lực từ sự trỗi dậy của các nhà nước chuyên chế. Sophie Tauber và Jean Arp hợp tác trong sáng tác về hội họa và điêu khắc với các khuôn mẫu hữu cơ/hình học. Katarzyna Kobro của Ba Lan lại áp dụng những ý tưởng trên nền tảng toán học để điêu khắc. Rất nhiều loại hình trừu tượng lúc này khiến các nghệ sĩ cố gắng phân tích rất nhiều các khái niệm và thẩm mỹ. Một triển lãm của 46 thành viên trong nhóm Cercle et Carré được tổ chức bởi Joaquin Torres-Garcia  với sự trợ giúp của Michel Seuphor  đã trưng bày các tác phẩm của trường phái Tân tạo hình; cũng như một số tác phẩm trừu tượng đa dạng từ các họa sĩ như như Kandinsky, Anton Pevsner và Kurt Schwitters. Theo van Doesburg đã phê bình triển lãm là quá vô định. Trong một bộ sưu tập được ông xuất bản trên tạp chí Art Concret, ông đưa ra một định nghĩa một nghệ thuật trừu tượng là các đường nét, màu sắc và bề mặt tạo nên một hiện thực cụ thể.Abstraction-Création được thành lập vào năm 1931 lại là một nhóm mở hơn, cung cấp các tham khảo cho các họa sỹ trừu tượng. Khi tình hình chính trị trở nên tệ hơn vào năm 1935, các họa sĩ dần tập trung lại, với nhiều người ở London. Triển lãm đầu tiên về nghệ thuật trừu tượng của Vương quốc Anh được tổ chức tại Anh vào năm 1935. Một năm sau, triển lãm "Trừu tượng và hội họa Cụ thể Quốc tế" được tổ chức bởi Nicolete Gray trưng bày các tác phẩm của Piet Mondrian, Joan Miró, Barbara Hepworth và Ben Nicholson. Hepworth, Nicholson và Gabo sau đó chuyển đến nhóm St. Ives ở Cornwall để tiếp tục các tác phẩm theo trường phái Kiến tạo của họ.

## Mỹ: giữa thế kỷ XX

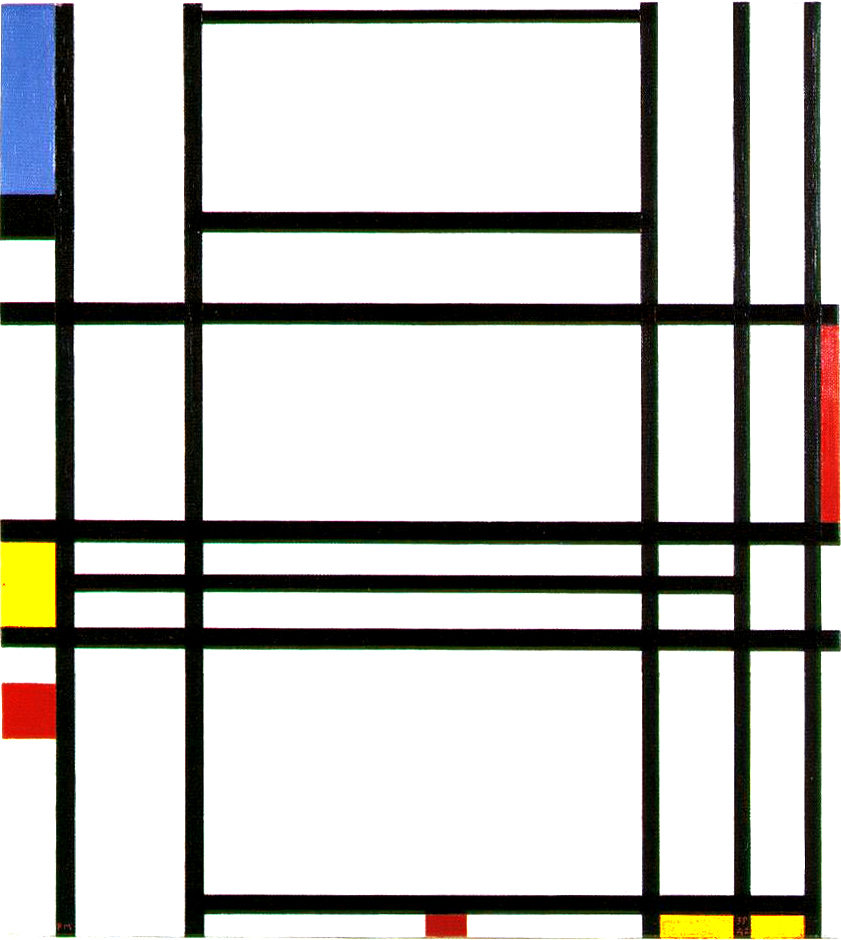
Piet Mondriaan, 1939-1942, Sáng tác số 10

Trong thời kì Đức Quốc xã đang bành trướng quyền lực vào những năm 1930, nhiều nghệ sĩ đã rời khỏi Châu Âu đến Hoa Kỳ. Vào đầu những năm 1940, những trường phái chính trong mỹ thuật hiện đại, như trường phái biểu hiện, chủ nghĩa lập thể, trừu tượng, siêu thực và dada đã được thể hiện ở New York: Marcel Duchamp, Fernand Léger, Piet Mondrian, Jacques Lipchitz, André Masson, Max Ernst, André Breton, là số ít người châu Âu lưu vong đến New York. Nền văn hóa phong phú ở đây được các nghệ sỹ châu Âu mang đến đã được các họa sỹ "bản địa" ở New York cô đọng và củng cố. Không khí tự do ở New York cho phép tất cả những ảnh hưởng này phát triển. Các phòng trưng bày nghệ thuật vốn chủ yếu tập trung vào mỹ thuật Châu Âu đã bắt đầu chú ý đến cộng đồng mỹ thuật địa phương và tác phẩm của các họa sỹ Mỹ trẻ đang dần trưởng thành. Một số họa sĩ thời điểm này đã đưa sự trừu tượng rõ ràng vào các tác phẩm của họ. Trong giai đoạn này, bức tranh của Piet Mondrian Sáng tác số 10, khoảng năm 1939-1942, được đặc trưng bởi các màu cơ bản, nền trắng và các đường lưới màu đen rõ ràng xác định cách tiếp cận đột phá nhưng cổ điển của ông đối với hình chữ nhật và mỹ thuật trừu tượng nói chung. Một số nghệ sĩ của giai đoạn này đã thách thức sự phân loại thông thường, chẳng hạn như Georgia O'Keeffe lúc là một họa sĩ trừu tượng theo trường phái Hiện đại; cô là một người phá cách thuần túy vì đã vẽ các hình thức trừu tượng cao nhưng không có thể xếp vào bất kỳ nhóm cụ thể nào của thời kỳ này.
Cuối cùng, các họa sĩ Mỹ đang làm việc với các phong cách vô cùng đa dạng dần hợp nhất thành các nhóm phong cách cô đọng. Nhóm họa sĩ nổi tiếng nhất của Mỹ đã được biết đến là các nhà mỹ thuật Trừu tượng Biểu hiện và trường phái New York. New York cho các họa sĩ không khí để tích cực thảo luận và tìm ra cơ hội mới để học hỏi và phát triển. Các họa sỹ và giáo viên như John D. Graham và Hans Hofmann đã trở thành những cây cầu quan trọng nối giữa những người theo chủ nghĩa Hiện đại châu Âu mới đến và các họa sĩ trẻ người Mỹ đang dần tới độ chín. Mark Rothko, sinh ra ở Nga, bắt đầu với tranh siêu thực, rồi sau đó chuyển thành các tác phẩm với màu sắc mạnh mẽ vào đầu những năm 1950. Lối vẽ Trừu tượng Hành động (Action painting) và chính hoạt động vẽ tranh, thì trở nên tối quan trọng đối với một số họa sĩ như Jackson Pollock, Robert Motherwell, và Franz Kline. Vào những năm 40, các tác phẩm minh họa của Arshile Gorky và Willem de Kooning phát triển thành trừu tượng vào cuối thập kỷ. Thành phố New York đã trở thành trung tâm, thu hút các họa sỹ trên toàn thế giới; và cả từ những nơi khác ở Mỹ nữa.

## Bộ sưu tập tranh

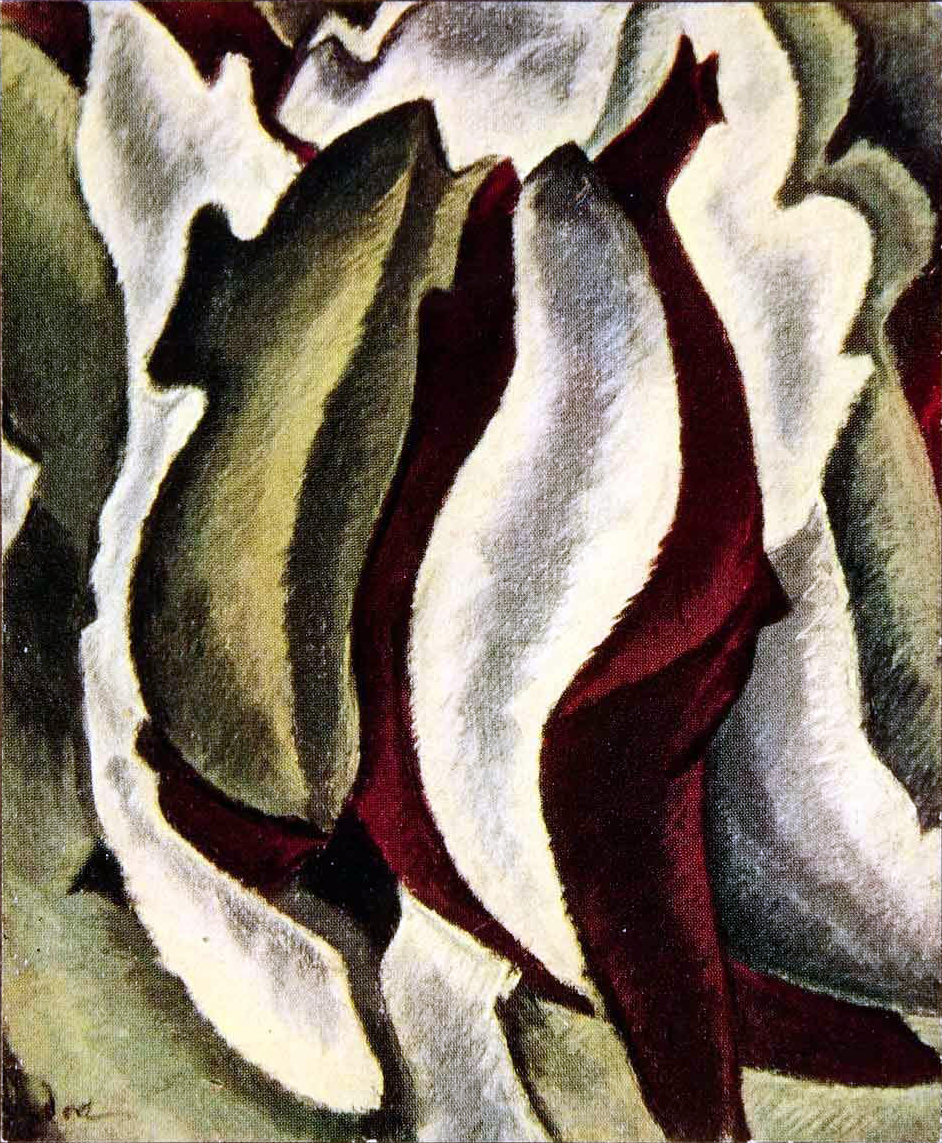
Arthur Dove, 1911–12, Sáng tạo trên hình lá và khoảng trống, màu bột. Nay tranh đã thất lạc
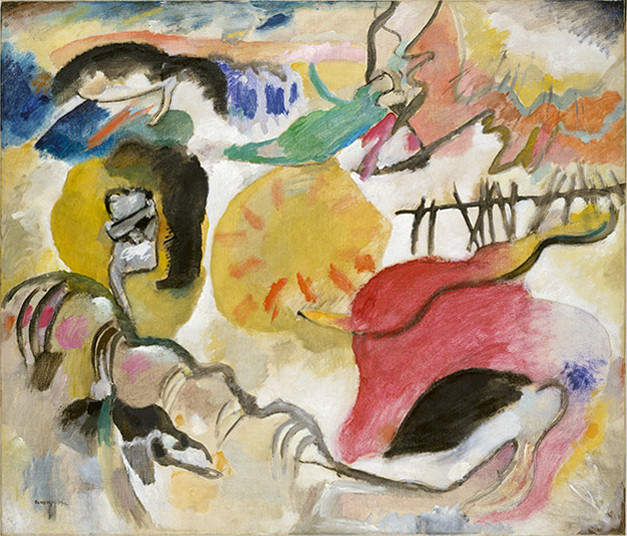
Wassily Kandinsky, 1912, Ứng tác số 27 (Vườn tình II), sơn dầu trên voan, 120.3 x 140.3 cm, Bảo tàng Trung tâm, New York. Trưng bày tại 1913 Triển lãm Armory
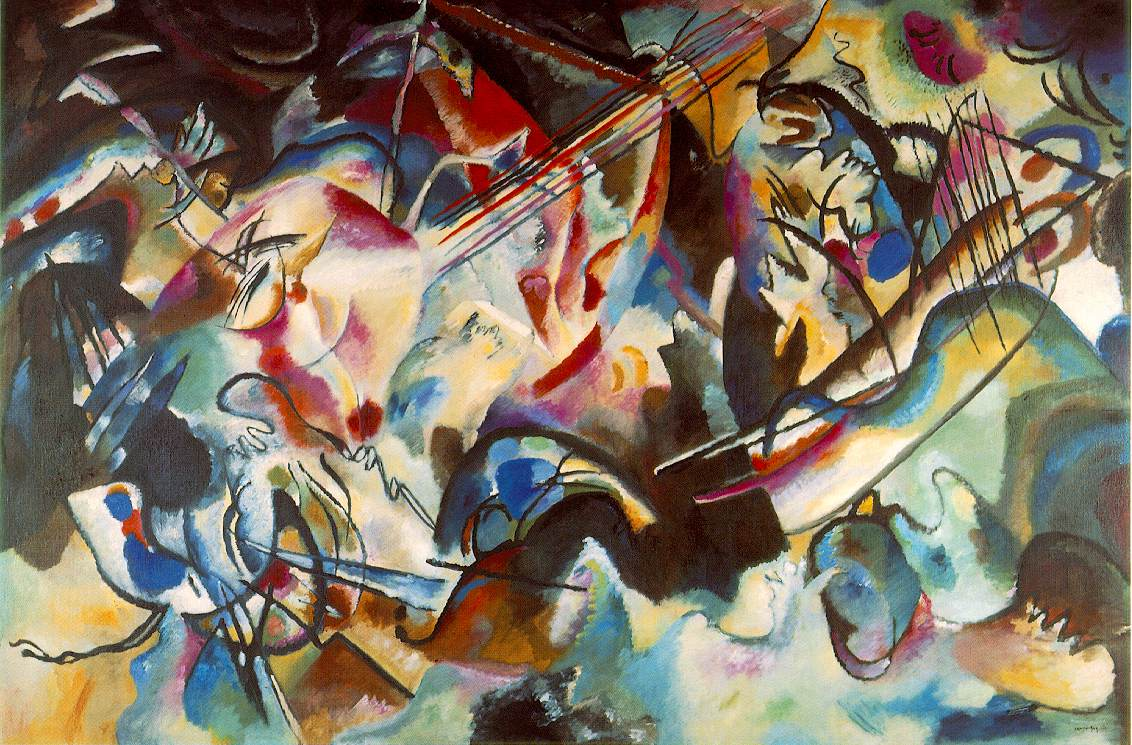
Wassily Kandinsky, Sáng tác số VI (1913)
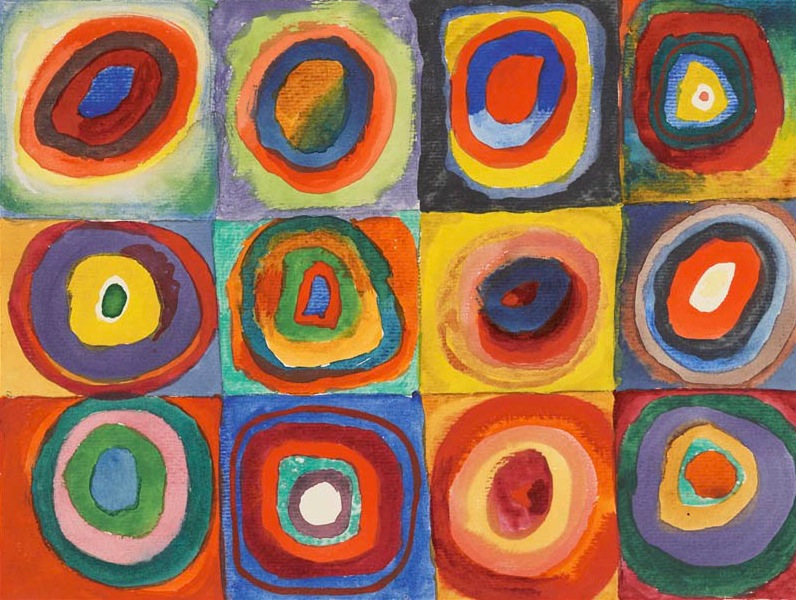
Wassily Kandinsky, Hình vuông với vòng tròn đồng tâm (1913)
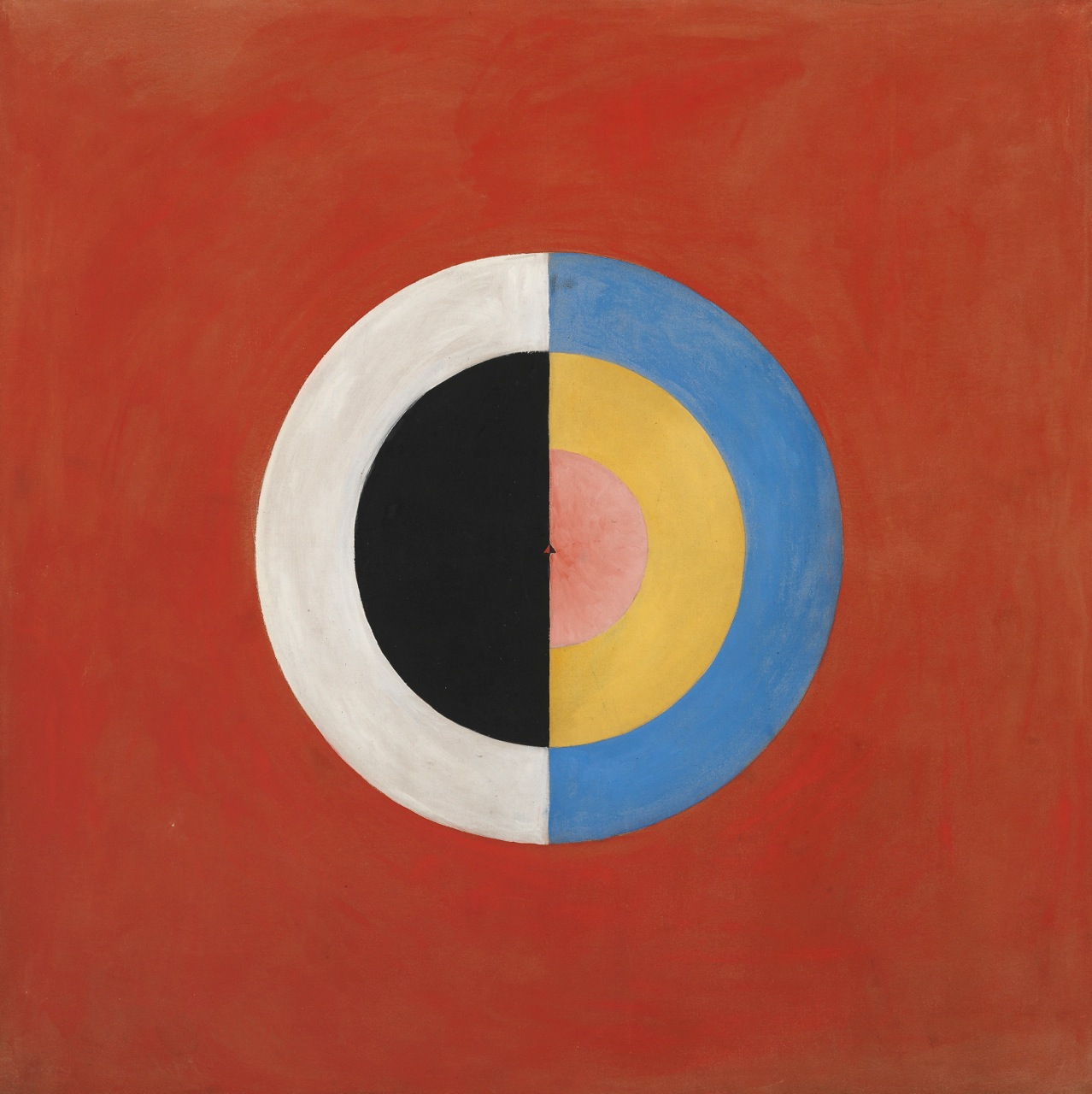
Hilma af Klint, Svanen (Thiên nga), số 17, nhóm IX, Chùm tranh SUW, Tháng 10 1914-tháng 3 năm 1915. Tác phẩm này chưa bao giờ được trưng bày khi Klint còn sống.
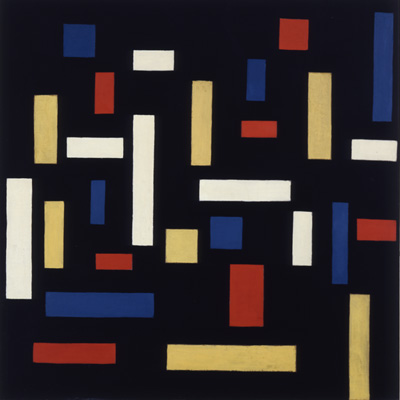
Theo van Doesburg, Neo-Plasticism: 1917, Sáng tạo VII (Bộ ba duyên dáng)
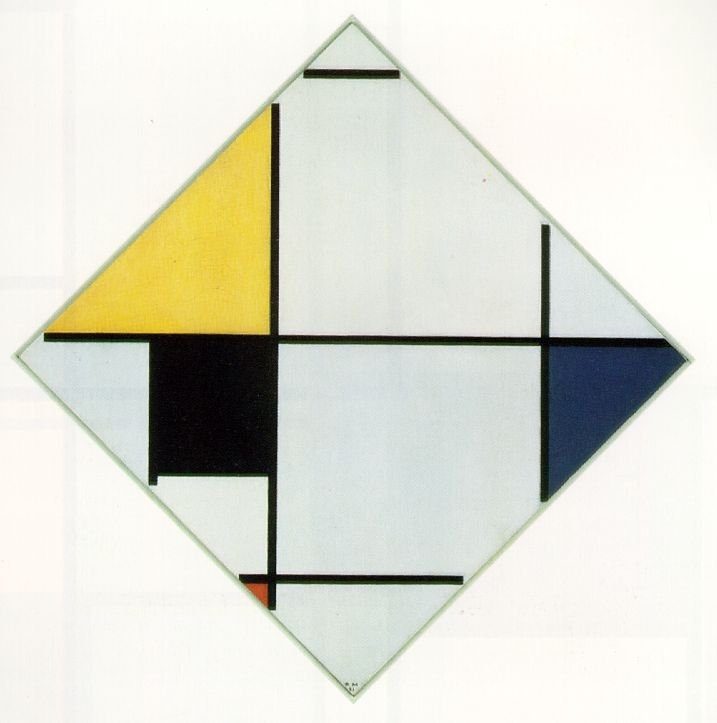
Piet Mondrian, Sáng tạo với vàng, đen, xanh, đỏ, và xám, 1921, Viện Mỹ thuật Chicago
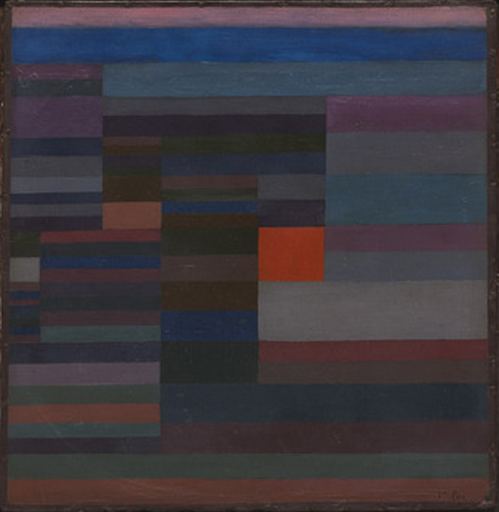
Paul Klee, Lửa đêm, 1929
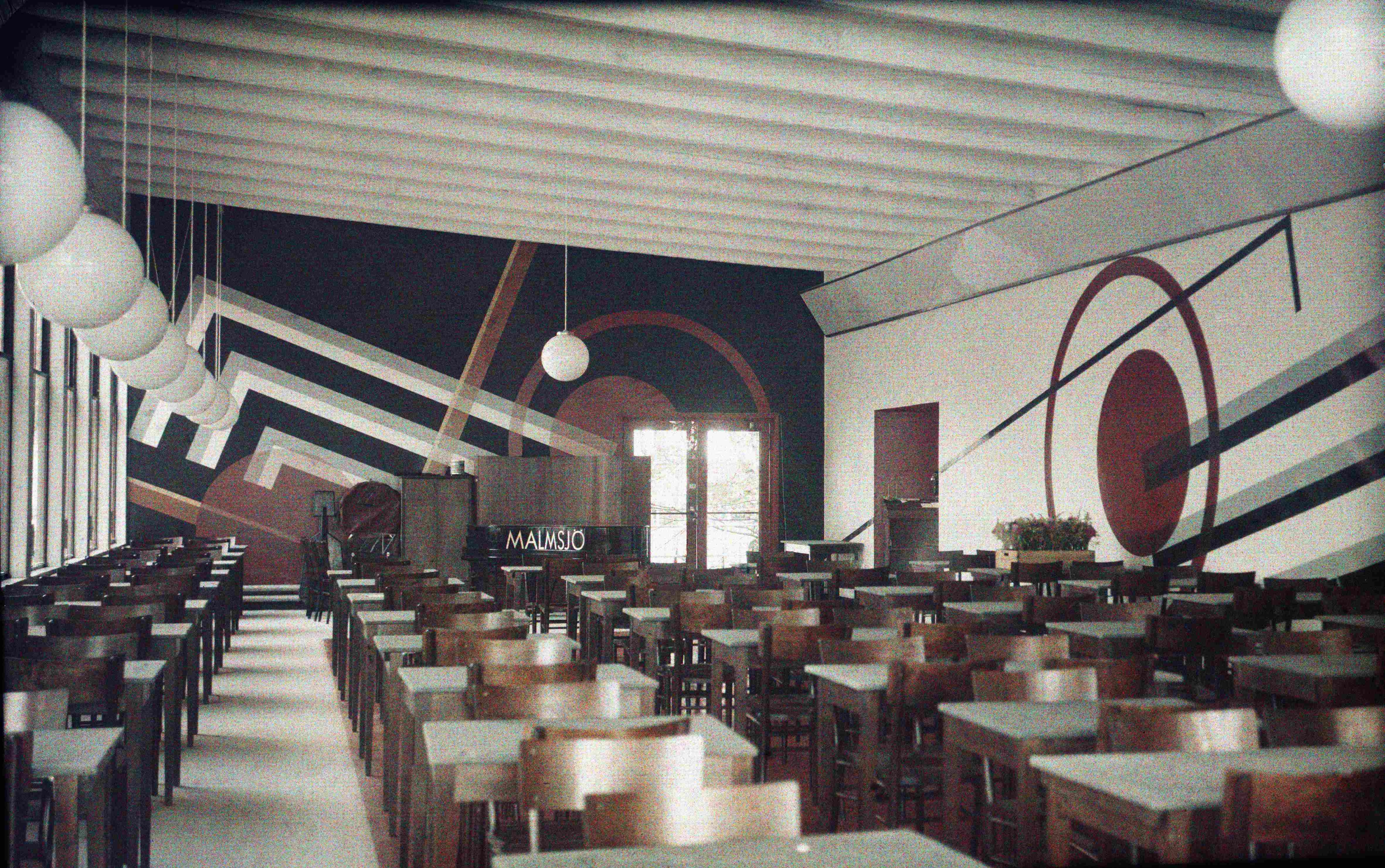
Otto Gustaf Carlsund, Liên hoàn (1930), tranh trường phái Cụ thể treo trong nhà hàng, Stockholm
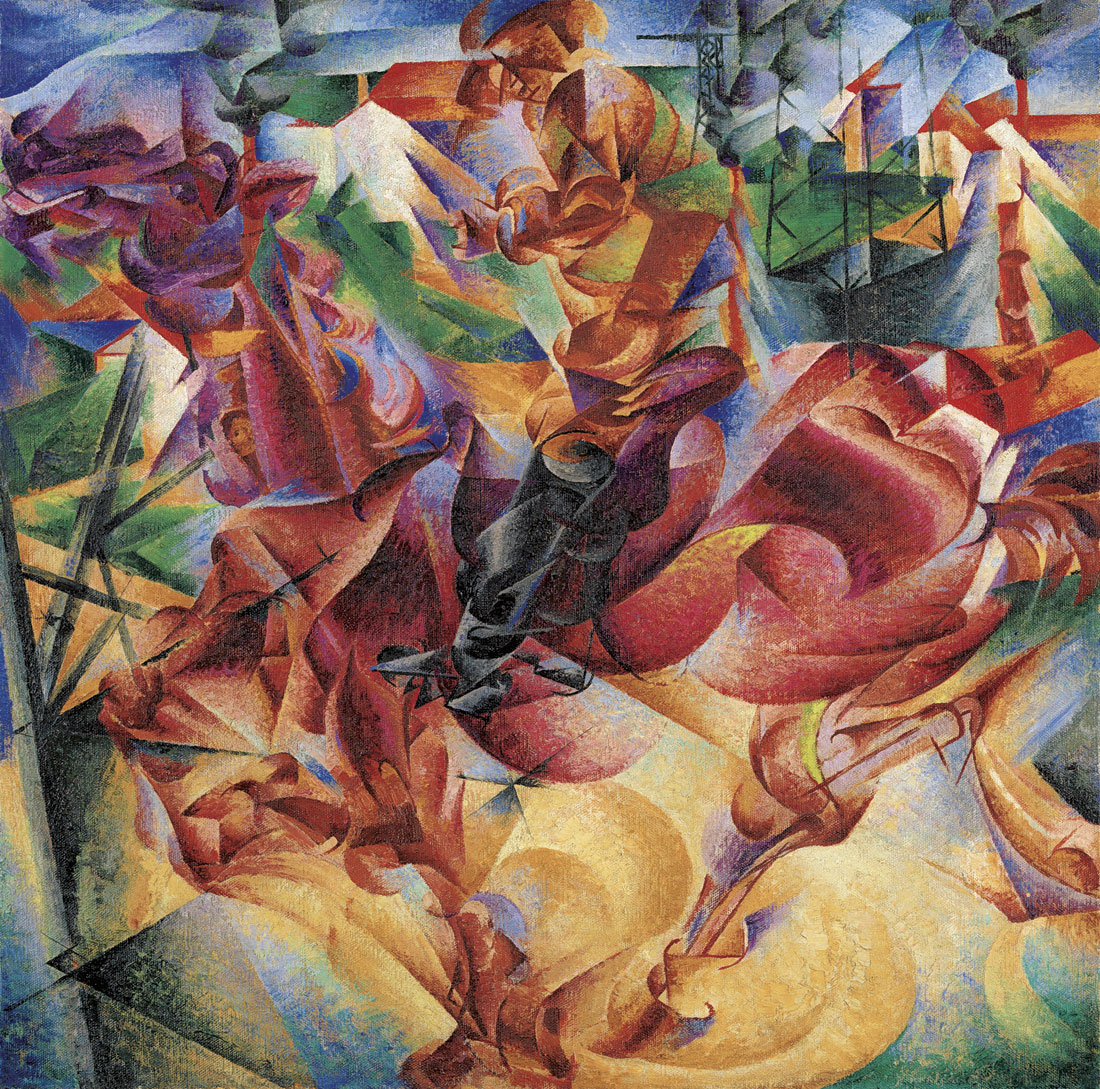
Umberto Boccioni, 1912, Sự co dãn (Elasticità), sơn dầu trên voan, 100 x 100 cm, Museo del Novecento
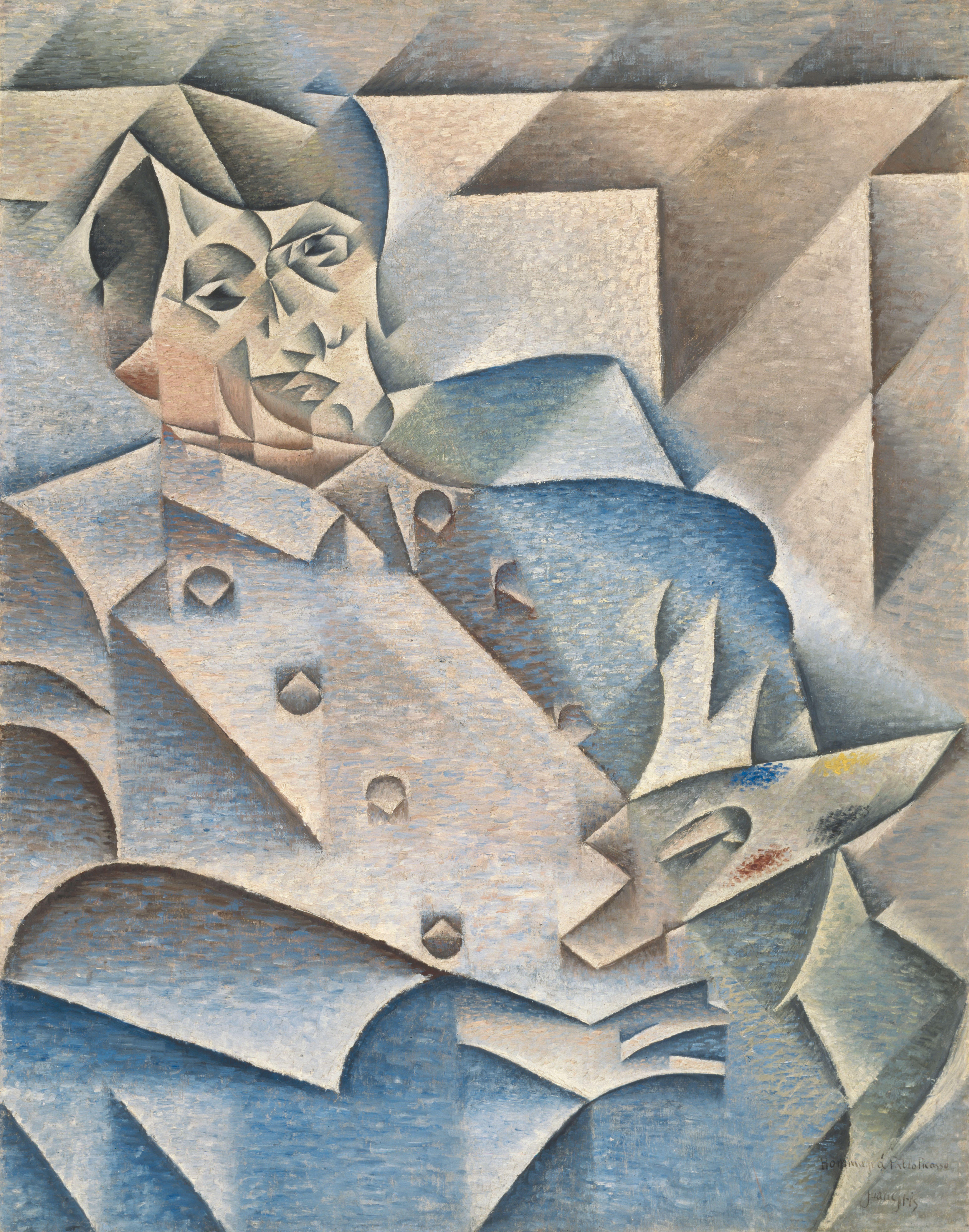
Juan Gris, Chân dung Pablo Picasso, 1912, sơn dầu trên voan, Viện Nghệ thuật Chicago
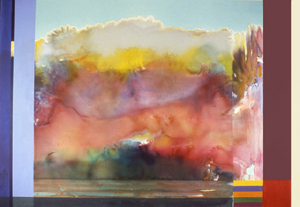
Ronnie Landfield, Nghi lễ mùa xuân, 1985
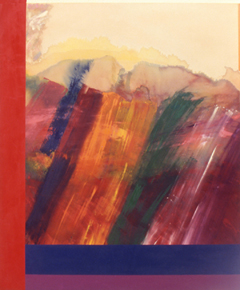
Vườn địa đàng, 1971,, 221x183 cm, được trưng bày tại Phòng tranh David Whitney, NYC, tháng 5 năm 1971